# Ossiach

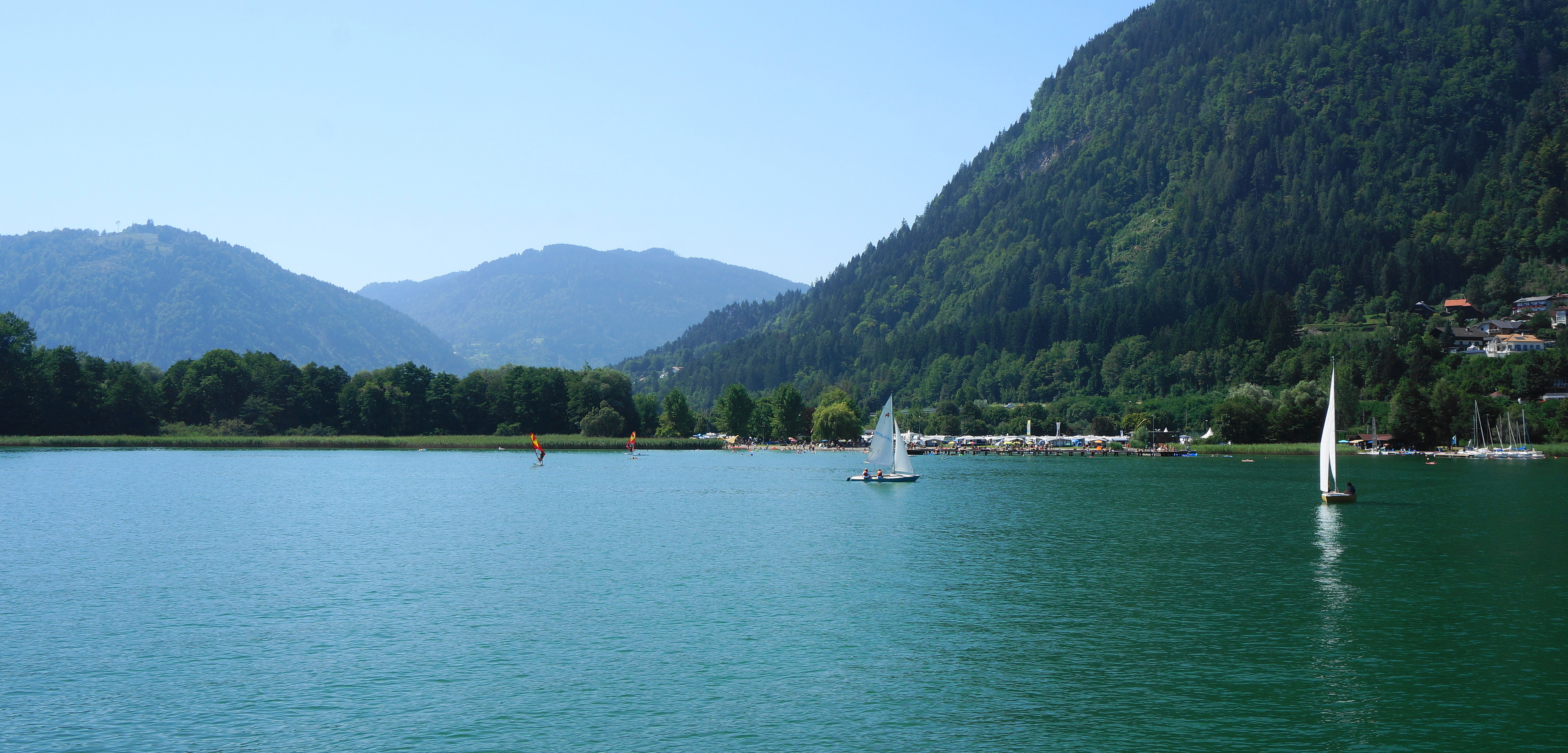
Ossiacher See bei Ossiachs Vorort Ostriach

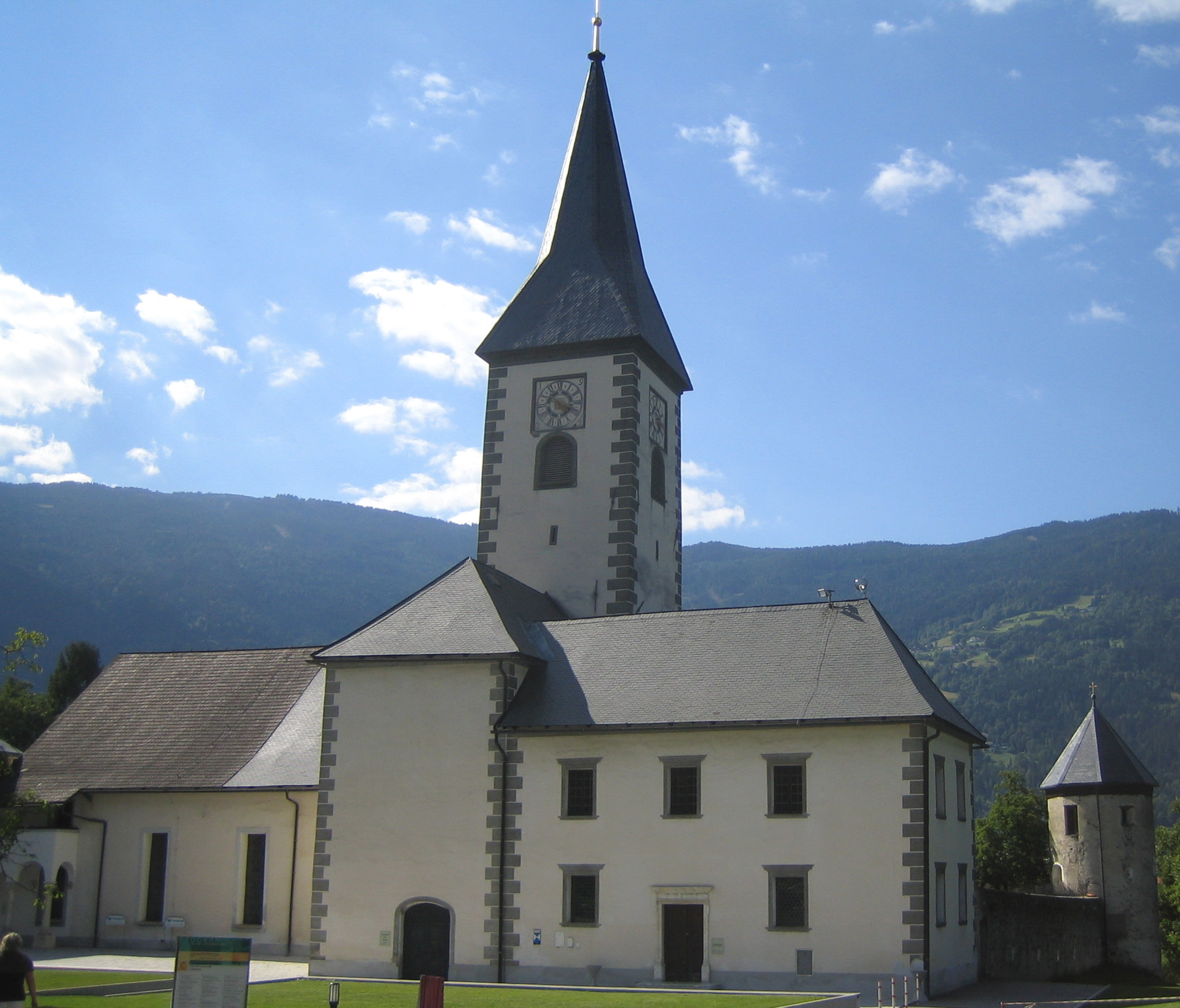
Stiftskirche

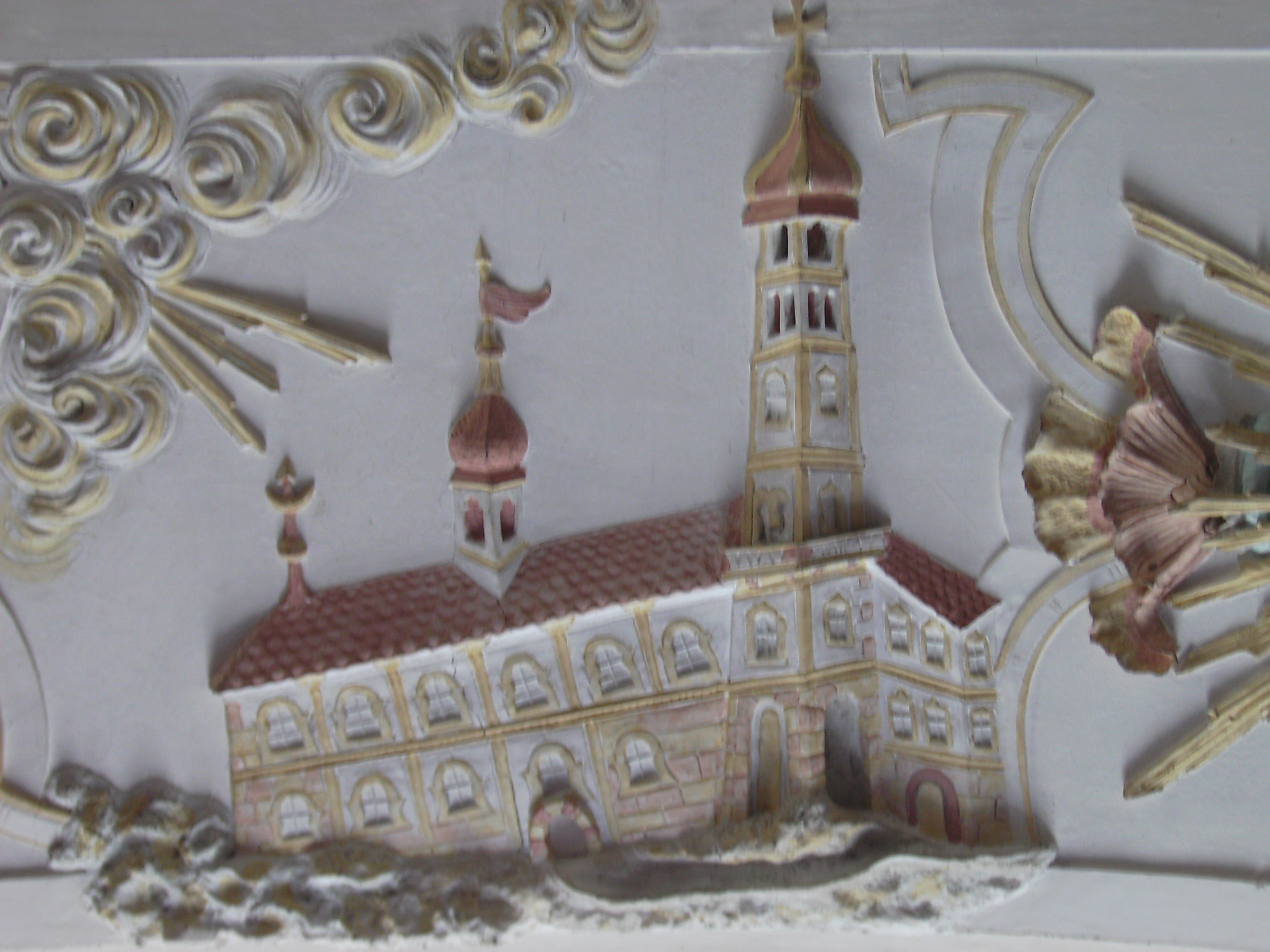
Barockes Stuckornament mit Abbildung der Stiftskirche (Wessobrunner Schule, um 1740)

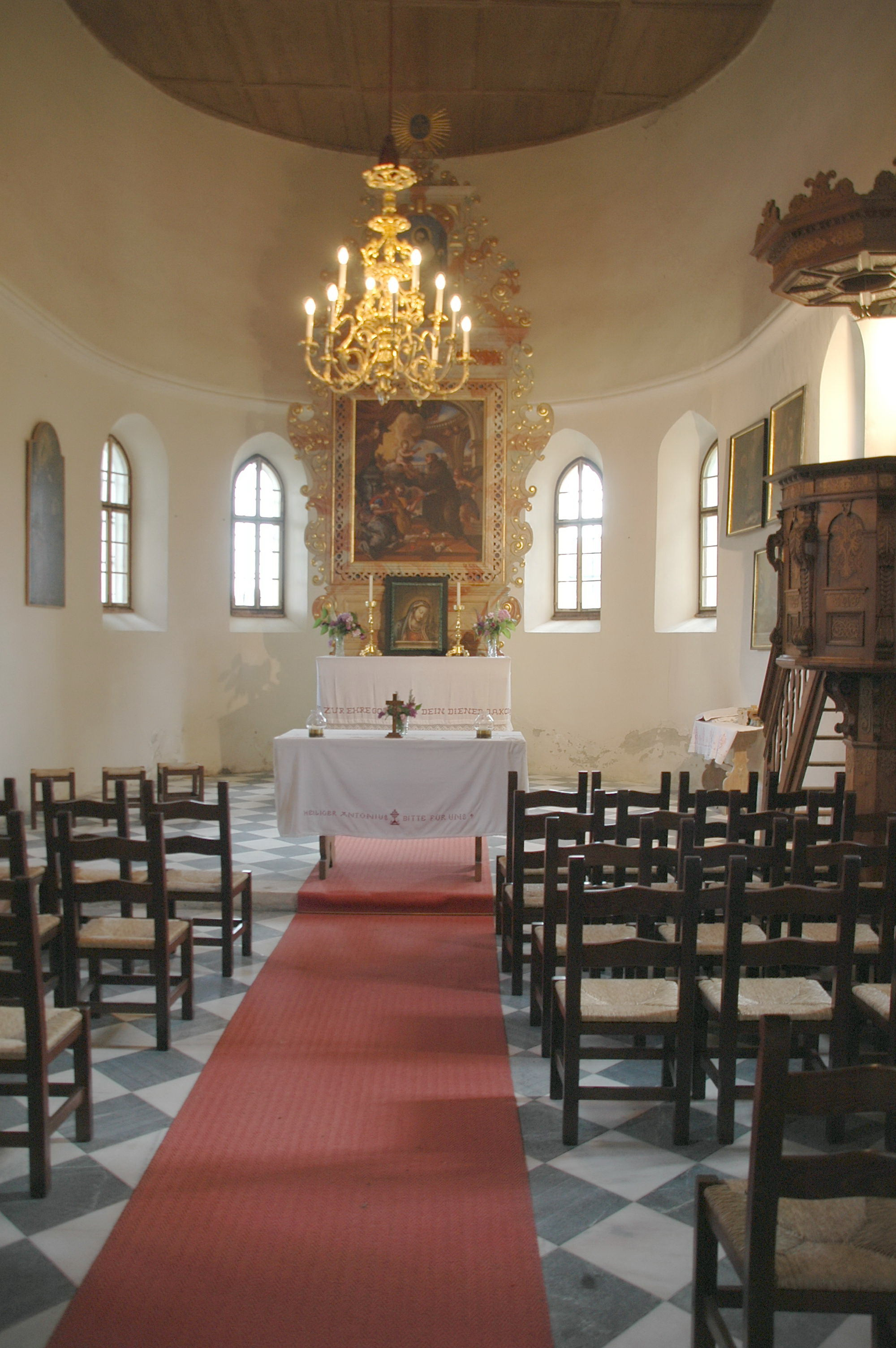
Tauernkirche, Innenraum

Ossiach (slowenisch: Osoje; „Schattseite“) ist eine Gemeinde mit 794 Einwohnern (Stand 1. Jänner 2024) im Bezirk Feldkirchen in Österreich, im Bundesland Kärnten.

## Geographie
Die Gemeinde liegt am Südufer des Ossiacher Sees zwischen der Schattseite der Ossiacher Tauern und der Südseite des Ossiacher Sees. Die Schattseite erstreckt sich nach Osten in die Bleistatt. Ossiach liegt etwa auf halber Strecke zwischen Villach und der Bezirkshauptstadt Feldkirchen.

### Gemeindegliederung
Das Gemeindegebiet besteht aus folgenden sechs Ortschaften (in Klammern die Einwohnerzahl Stand 1. Jänner 2024):
- Alt-Ossiach (259)
- Ossiach (112)
- Ostriach (slowenisch Óstrije,[3] 170)
- Rappitsch (246)
- Tauern (7)
- Untertauern (0)

Weitere Ortslagen sind die Siedlungen Feriensiedlung Sotour und Prefelnig. Die Gemeinde besteht aus einer Katastralgemeinde „Ossiach“.

### Nachbargemeinden
| Steindorf | Steindorf                                   |             |
| Treffen   | Kompassrose, die auf Nachbargemeinden zeigt | Feldkirchen |
| Villach   | Wernberg                                    | Velden      |

## Geschichte
Die Geschichte der heutigen Gemeinde Ossiach wurde über Jahrhunderte wesentlich vom Stift Ossiach geprägt. Das genaue Datum der Gründung des Benediktinerklosters ist nicht bekannt, sie erfolgte wohl kurz vor 1028; aus diesem Jahr stammt die älteste bekannte urkundliche Erwähnung der Kirche. Das Stift unterstand dem Patriarchat von Aquileja, behielt aber die Vogteirechte. Zum Stift gehörten weite Landstriche um den Ossiacher See, bei Feldkirchen und im Rosental. Das Stift entwickelte sich zu einem wichtigen kulturellen Zentrum in der Region und erlebte insbesondere im 17. und 18. Jahrhundert seine Blütezeit, was sich im Ausbau und der Ausgestaltung der Klostergebäude und der Kirche niederschlug; eine Marktsiedlung hat sich beim Kloster allerdings nie entwickelt. Im Jahr 1783 wurde es schließlich auf einen Erlass von Kaiser Joseph II. hin aufgehoben.
Mit der Konstituierung von politischen Gemeinden im Jahr 1850 zählte Ossiach zunächst zur Großgemeinde Steindorf. 1894 entstand durch Abtrennung von vier Katastralgemeinden zunächst die Gemeinde Glanhofen, die im darauf folgenden Jahr in Ossiach umbenannt wurde, 1912 wurde das Gemeindegebiet durch die erneute Bildung einer Gemeinde Glanhofen auf die Katastralgemeinde Ossiach reduziert.
Mit dem Aufkommen des Sommerfrische-Tourismus ab der zweiten Hälfte des 19. Jahrhunderts entwickelte sich Ossiach allmählich zur heutigen reinen Fremdenverkehrsgemeinde.

## Bevölkerung
Laut Volkszählung 2001 hatte die Gemeinde Ossiach 749 Einwohner. 94,9 % der Bevölkerung besitzen die österreichische Staatsbürgerschaft, 2,1 % sind Deutsche. 78,8 % bekennen sich zur römisch-katholischen und 12,1 % zur evangelischen Kirche. 5,7 % sind konfessionslos.

## Kultur und Sehenswürdigkeiten

### Bauwerke
- Stift Ossiach: Ursprünglich wurde die Stiftskirche um das Jahr 1000 als romanische Pfeilerbasilika erbaut. 1028 erstmals urkundlich erwähnt, gilt sie als die älteste benediktinische Klosterkirche in Kärnten. 65 Äbte sind seit Beginn des 11. Jahrhunderts bis zur Aufhebung des Klosters durch Kaiser Josef II. im Jahr 1783 in der Ordenschronik verzeichnet. Nach einem Großbrand im Jahr 1484 wurde die gesamte Kirche im spätgotischen Stil neu gestaltet. Zwischen 1737 und 1746 wurde das Gotteshaus nahezu vollständig im Barockstil erneuert. Hervorzuheben sind die Stuckarbeiten der Wessobrunner Schule, die Freskenmalereien des Kärntner Malers Josef Ferdinand Fromiller, die Barock-Orgel aus dem Jahr 1680 sowie die reich verzierte Barock-Kanzel.
Im 15. Jahrhundert entstanden ein Wehrturm und mächtige Außenmauern, die dem Schutz vor Türkeneinfällen dienen sollten. Nach der Aufhebung des Klosters drohten die Gebäude zu zerfallen. Erst in den Jahren 1965 bis 1975 wurde die gesamte Klosteranlage mit der Stiftskirche restauriert.
Die Klostergebäude dienen heute als Aufführungsort für kulturelle Veranstaltungen.

- Tauernkirche
- Das Grab des polnischen König Bolesław II. Die Grabplatte trägt die Inschrift: Rex Boleslaus Poloniae occisor sancti Stanislai Episcopi Cracoviensis (Bolesław König von Polen Mörder des heiligen Stanislaus des Bischofs von Krakau).

### Regelmäßige Veranstaltungen
Das Stift Ossiach ist einer der Austragungsorte des Carinthischen Sommers. Der Carinthische Sommer wurde 1969 von Jakob Stingl, einem ehemaligen Pfarrer der Gemeinde, und Helmut Wobisch in Ossiach gegründet.
Jedes Jahr im August findet in Ossiach der Internationale Kunsthandwerksmarkt statt. Bei diesem Markt präsentieren Kunsthandwerker aus dem In- und Ausland ihre Kunstwerke (Ton, Holz, Glaskunst, Malerei, Produkte aus Stoff und Wolle).

## Wirtschaft und Infrastruktur

### Wirtschaftssektoren
Die folgende Tabelle zeigt die Entwicklung der Anzahl der Betriebe und der Beschäftigten in den Wirtschaftssektoren:
| Wirtschaftssektor            | Anzahl Betriebe | Anzahl Betriebe | Anzahl Betriebe | Erwerbstätige | Erwerbstätige | Erwerbstätige |
| Wirtschaftssektor            | 2021            | 2011            | 2001            | 2021          | 2011          | 2001          |
| ---------------------------- | --------------- | --------------- | --------------- | ------------- | ------------- | ------------- |
| Land- und Forstwirtschaft 1) | 9               | 25              | 30              | 11            | 6             | 18            |
| Produktion                   | 5               | 7               | 4               | 14            | 10            | 10            |
| Dienstleistung               | 87              | 58              | 66              | 301           | 172           | 244           |

## Politik

### Gemeinderat
Der Gemeinderat von Ossiach hat 11 Mitglieder.
- Nach der Gemeinderatswahl 2015 setzte er sich wie folgt zusammen: 6 FPÖ, 2 ÖVP, 2 GRÜNE und 1 SPÖ.[9]
- Nach der Gemeinderatswahl 2021 setzt er sich wie folgt zusammen: 6 FPÖ, 2 ÖVP, 2 SPÖ und 1 GRÜNE.[10]

### Bürgermeister
- 1997–2004 Josef Martinz (ÖVP)
- 2004–2007 Michael Huber (ÖVP)
- 2007–2020 Johann Huber (FPÖ)
- seit 2020 Gernot Prinz (FPÖ)[11]

### Wappen
Die Gemeinde übernahm das Wappen des Ossiacher Stifts, das sich erstmals an Urkunden des Abtes Andreas vom 10. Februar 1433 und 9. September 1436 findet und das im Wellenbalken den Ossiacher See und dessen Fischreichtum symbolisiert.
Wappen und Fahne wurden der Gemeinde am 12. Jänner 1965 verliehen. Die amtliche Blasonierung des Wappens lautet:

„Im roten Schild ein von zehn blauen Wellenlinien geteilter schrägrechter silberner Wellenbalken, der mit drei nach rechts schwimmenden, natürlich gefärbten Seeforellen belegt ist.“

Die Fahne ist Weiß-Blau mit eingearbeitetem Wappen.

## Persönlichkeiten

### Mit der Gemeinde verbundene Persönlichkeiten
- Walther Wolff (1887–1966), Bildhauer, Lithograf und Landschaftsmaler